# Kanonga atra
Kanonga atra (лат.) — вид жуков-листоедов (Chrysomelidae) из подсемейства Galerucinae, трибы земляные блошки (Alticini). Встречаются в экваториальной Африке (ДРК, Того).

## Описание
Мелкие жуки (около 3 мм) тёмного цвета. Отличаются соотношением длин члеников усика: четвёртый антенномер почти равен третьему, но значительно короче пятого; пятый антенномер равен по длине 2–4 членикам вместе взятым. Обладают прыгательными задними ногами с утолщёнными бёдрами. Усики 11-члениковые. Информация по биологии отсутствует.